# Morane-Saulnier M.S.406
M.S.406 je bio lovački zrakoplov Ratnog zrakoplovstva Francuske koji je početkom 1938. izrađen u francuskoj zrakoplovnoj tvrtci Morane-Saulnier. Prema svom broju na početku Drugog svjetskog rata bio je francuski najvažniji lovac ali je za razliku od tadašnje svoje konkurencije bio slabije naoružan i oklopljen te imao preslab motor. Tijekom Bitke za Francusku bio je daleko ispod mogućnosti Messerschmitta Bf 109E. 
Razvijanjem rata tijekom 1940. godine avion je pokazao sve svoje slabosti te su 387 bili u raznim situacijama izgubljeni, u zračnim borbama ili na terenu, a 183 ih je srušeno pri povratku u baze. M.S.406 bio je uspješniji u ratnim zrakoplovstvima finske i švicarske koje su razvile svoje vlastite modele.

## Dizajn i razvoj
- M.S.405

1934. godine Zrakoplovno-tehnički servis Ratnog zrakoplovstva Francuske izdao je zahtjev za novi i potpuno moderan lovački avion jednosjed, niskokrilac s jednim krilom i uvlačivim podvozjem. Rezultat ovog zahtjeva bio je M.S.405 mješovite konstrukcije, s drvenim repom prekrivenim platnom dok je ostali dio izrađen od slijepljenih metalno-drvenih ploča (tanke ploče duraluminija slijepljene na šperploču) pričvršćenih na cijevi konstrukcije od duraluminija.  
Morane-Saulnier imao je dugu povijesti u proizvodnji ratnih aviona, koja seže u doba prije Prvog svjetskog rata, dok se u periodu između dva rata tvrtka bavila više izradom civilnih aviona. U dizajn zrakoplova prvi su uveli niskokrilni jednokrilac, zatvoreni kokpit i uvlačivo podvozje. 
- M.S.406

Prvi prototip M.S406-1 s novim Hispano-Suiza HS 12Y-grs motorom od 860 KS (641 kW) i s Chauvière propelerom promjenjivog koraka (dva položaja) prvi je let imao 8. kolovoza 1935. godine. Razvoj je tekao vrlo sporo te je drugi prototip MS406-2 s HS-12Y CRS motorom od 900 ks (671 kW) poletio tek 20. siječnja 1937. godine. S novim motorom lovac je mogao razviti brzinu od 443 km/h što je bio dovoljan razlog za narudžbu daljnjih 16 pred-proizvodnih aviona od kojih je svaki sljedeći uključivao poboljšanja svojih prethodnika. 
Sve modifikacije dovele su do nove inačice M.S.406. Dvije glavne preinake bile su nova, lakša struktura krila i uvlačivi hladnjak ispod trupa aviona. Na proizvodnu seriju ugrađivani su 12Y HS-31 motori od KS (641 kW) što je uz novi dizajn brzinu povećalo na 489 km/h. Od naoružanja avion je imao 20 mm Hispano-Suiza HS-9 ili Hispano-Suiza HS-404 top smješten u V motoru (pucalo se kroz glavčinu propelera) i dva 7.5 mm MAC 1934 mitraljeza, po jedan s 300 krugova streljiva na svakoj strani krila. Slabost ovih mitrtaljeza je bio njegov rad na velikim visinama jer je iznad 20000 ft oružje imalo tendenciju smrzavanja. Radi toga su kasnije na cijevi dodavani grijači kako bi se omogućilo njihovo korištenje.
- M.S.410

Istovremeno s početkom korištenja 406-ice 1939. godine počela je dodatna modifikacija aviona što je rezultiralo novom inačicom,  M.S.410, s jačim krilom, jednostavnijim fiksnim hladnjakom ispod trpa zrakoplova, četiri MAC mitraljeza s remenskim punjenjem umjesto municije u bubnju te usmjerivačima ispušnog mlaza za dodatni potisak (što je maksimalnu brzinu moglo uvećati na 509 km/h). Proizvodnja je u trenutku pada Francuske tek započela te su izrađena samo pet primjeraka ove inačice. Proizvodnja, uglavnom preinaka prethodne (406) inačice je kasnije nastavljena pod nadzorom Njemačke i to uglavnom samo promjenom krila.  
- M.S.411 i M.S.412

Izrađen je samo jedan primjerak M.S.411 i to modifikacijom 12. pred-proizvodnog modela na koji su ugrađeni krilo s 406-ice i 12Y HS-45 motor od 1000 KS (746 kW). Kasniji model s 12Y HS-51 motorom od 1050 KS (783 kW) označen je kao M.S.412, ali do završetka rata nije bio završen. 
- M.S.450

Tijekom 1939. godine tvrtka zrakoplovnih motora Hispano počela je isporučivati prototip svog novog Hispano-Suiza 12Z od 1300 KS (969 kW). Jedan takav motor ugrađen je na izmijenjenu 410-icu a inačica je označena kao  M.S.450 koji je sada dobio daleko bolje osobine, osobito u visini leta. Ipak, motor prije pada Francuske nikad nije ušao u serijsku proizvodnju. 
- Ostale inačice

Konstrukcija M.S.406  bila je korištena u brojnim drugim projektima. M.S.430 bila je inačica s dva sjedala koja se koristila za obuku pilota a avion je pokretao dosta slabiji radijalni Salmson 9 od 390 KS (291 kW). M.S.435 bila je snažnija inačica s Gnome-Rhône 9K motorom od 550 KS (410 kW). 

## Švicarske inačice
- D-3800

1938. Švicarska je dobila licencu za proizvodnju M.S.406 kao D-3800. Dva pred-proizvodn M.S.405 kompletirana su kao M.S.406H te poslana krajem 1938. i početkom 1939. godine kao uzorci. Ovi uzorci su imali raniji dizajn krila ali su koristili bolje HS 12Y-31 motore. 
Početnu proizvodnju sačinjavala su osam aviona koji su pokretani motorima švicarske tvrtke Adolph Saurer AG. Motor je pokretao potpuno podesivi novi Escher-Wyss EW-V3 propeler. Instrumenti su bili zamijenjeni sa švicarskim a MAC mitraljez s bubnjem zamijenjen je s lokalno izrađenom inačicom s remenskim punjenjem što je eliminiralo krilne izbočine na francuskim avionima. Nakon pred-proizvodnih modela naručeno je daljnjih 74 primjeraka, koji su svi isporučeni do kolovoza 1940. U 1942. godini sastavljeno je još dva aviona od originalnih rezervnih dijelova s proizvodne linije.
Tijekom 1943. preostali avioni modificirani su s novim hidrauličnim sustavom, novim sustavom za hlađenje i usmjerivačima ispušnog mlaza za dodatni potisak. Ove izmjene su avion izjednačile s D-3801 serijom, s jedinom razlikom u motornoj grupi. Na kraju rata preostali zrakoplovi korišteni su za obuku, sve dok posljednji nije oštećen tijekom 1954. godine. 
- D-3801

Švicarska je dovršila i dobivenu nedovršenu 412-ticu, modificirajući ju, kao i 3800  s vlastitim instrumentima, propelerom i naoružanjem. Ovako izmijenjen avion u proizvodnju je ušao 1941. godine kao D-3801 inačica a isporuke su trajale sve do 1945. do kada je izrađeno 207 aviona. Dodatnih 17 izrađeni su od preostalih rezervnih dijelova između 1947. i 1948. a korišteni su kao školski i za vuču meta sve do 1959.

## Finske inačice
- Mörkö-Morane

Do 1943. Finska je zaprimila 30 originalnih zrakoplova, kao i dodatnih 46 406-ica i 11 410-tica kupljenih od Nijemaca. Svi avioni su u trenutku kupnje bili već zastarjeli ali kako su Fincima lovački avioni bili neophodni odlučili su se za njihovu modifikaciju.  
Dizajner zrakoplova Aarne Lakomaa uspio je od zastarjelog  "MS" napraviti prvorazredni lovac Mörkö-Morane, (poznat kao i "LaGG-Morane"). Avion je pokretan zarobljenim Klimov M-105P motorom  (licencirana inačica HS 12Y) od 1100 KS (820 kW) s potpuno podesivim propelerom. Konstrukcija aviona je dodatno ojačana a motor je dobio novu i aerodinamički oblikovanu oplatu. Uz ove promjene brzina aviona se popela na 525 km/h. Ostale promjene su novi hladnjak ulja iz Me 109, četiri mitraljeza s remenskim punjenjem kao što su oni na 410-ici i odličan 20mm MG 151/20 top učvršćen na motoru. Punjenja za MG 151 bila su ograničena te je na nekoliko aviona umjesto topa ugrađen zarobljeni 12.7 mm Berezin UBS mitraljez. 
Prvi primjerak, MS-631, poletio je u veljači 1943. godine. Dovoljno uvjerljivi rezultati zrakoplovu su udahnuli novi život i doveli ga na nivo sovjetskih lovaca. Prvobitno je planirano dovesti sve 406-ice i 410-ice na ovaj standard u najkraćem mogućem roku, ali do kraja Finsko-Sovjetskog rata 1944. godine samo su tri primjeraka bila modificirana (uključujući originalni prototip).
Modifikacija Mörkö-Moranea završena je u ožujku 1945. Nakon završetka rata, 41 preostalih aviona korišteno je za školovanje. Godine 1952. svi finski Moranesi su prizemljeni.

## Tehničke karakteristike (M.S.406)
Osnovne karakteristike
- posada: 1
- dužina: 8,17 m
- raspon krila: 10,62 m
- površina krila: 17,10 m2
- visina: 2,71 m

Letne karakteristike
- najveća brzina: 486 km/h
- dolet: 1.000 km
- brzina penjanja: 13 m/s
- specifično opterećenje krila: 141.9 kg/m2
- motor: 1 x Hispano-Suiza 12Y31 V-12 klipni motor